# Depressigyra
Depressigyra là một chi ốc biển, là động vật thân mềm chân bụng sống ở biểns trong họ Peltospiridae.

## Các loài
Các loài trong chi Depressigyra gồm có:
- Depressigyra globulus Warén & Bouchet, 1989[3]